# Dmitró Chyzhevsky
Dmitró Ivánovich Chyzhevsky (en ucraniano: Дмитро Іванович Чижевський; Oleksandría, 3 de marzo de 1894-Heidelberg, 18 de abril de 1977) fue un estudioso de la literatura, la historia, la cultura y la filosofía eslavas nacido en Ucrania.

## Biografía
Nació dentro del seno de una familia de ascendencia ruso-polaca-ucraniana el 3 de marzo de 1894, en Oleksandría, en la gobernación de Jersón, Imperio ruso (actual Ucrania), cerca del Mar Negro. Su primer interés fue la filosofía y sus profesores fueron Nikolái Loski, Vasyl Zenkivskyi y Georgy Chelpanov. De 1911 a 1913 estudió filosofía y literatura en la Universidad de San Petersburgo  y luego en el departamento de historia y filología de la Universidad de Kiev, donde se graduó en 1919.
Durante la Revolución Rusa estuvo involucrado en la política y fue miembro de los mencheviques. Después de enseñar en un bachillerato en Kiev de 1919 a 1921, emigró de la Unión Soviética hacia Alemania y continuó sus estudios filosóficos en Heidelberg entre 1921 y 1922, y luego en Freiberg, donde fue alumno de Edmund Husserl.
Vivió en Praga desde 1924 a 1932, donde se convirtió en profesor en la universidad ucraniana de allí, y fue miembro del prestigioso círculo lingüístico de Praga, un grupo de lingüistas y filólogos que incluía a Roman Jakobson. En 1932 se trasladó a la Universidad de Halle, donde completó su tesis en Filosofía, Hegel en Rusia, bajo la dirección de Adhémar Gelb y Paul Menzer. Durante la Segunda Guerra Mundial, ocupó un puesto en la Universidad de Marburgo. Después de la guerra se mudó a Estados Unidos de América en 1949 y se convirtió en profesor de estudios eslavos en la Universidad de Harvard.
En 1956 regresó a Alemania y se instaló en Heidelberg como profesor de estudios eslavos en la Universidad de Heidelberg, donde permaneció hasta su fallecimiento el 18 de abril de 1977.

### Obra
Escribió sobre una amplia gama de temas, incluido el folclore, la historia, la filosofía, la lingüística, la literatura eslava y comparada. Escribió monografías sobre el filósofo ucraniano Grigoriy Skovorodá (1974) y el filósofo alemán Georg Wilhelm Friedrich Hegel (1934). También es conocido por sus estudios sobre el escritor ucraniano Nikolái Gógol.
Defendió la existencia de un barroco literario y escribió varios libros sobre el tema, convirtiéndose en una de las principales autoridades en literatura barroca.